# Gabriele Vulpitta
Gabriele Vulpitta (ur. 25 czerwca 2005) – włoski tenisista, zwycięzca juniorskiego Wimbledonu w grze podwójnej chłopców. Podchodzi z Tarentu.

## Kariera tenisowa
W 2022 zadebiutował w cyklu ITF Men’s Circuit.
Startując w rozgrywkach juniorów, Gabriele Vulpitta w 2023 roku osiągnął finał French Open w grze podwójnej chłopców, grając w parze z Lorenzo Sciahbasim. W finałowym meczu przegrali z Jarosławem Deminem oraz Rodrigo Pacheco Méndezem. W tym samym roku zwyciężył w Wimbledonie, również w turnieju gry podwójnej chłopców, gdzie grał w parze z Jakubem Filipem. W finale pokonali Branko Đuricia i Arthura Géę.

### Finały juniorskich turniejów wielkoszlemowych

#### Gra podwójna (1–1)
| Końcowy wynik | Nr | Data            | Turniej            | Nawierzchnia | Partner           | Przeciwnicy                           | Wynik finału |
| ------------- | -- | --------------- | ------------------ | ------------ | ----------------- | ------------------------------------- | ------------ |
| Finalista     | 1. | 10 czerwca 2023 | French Open, Paryż | Ceglana      | Lorenzo Sciahbasi | Jarosław Demin Rodrigo Pacheco Méndez | 2:6, 3:6     |
| Zwycięzca     | 1. | 16 lipca 2023   | Wimbledon, Londyn  | Trawiasta    | Jakub Filip       | Branko Đurić Arthur Géa               | 6:3, 6:3     |